# 实心短枝竹
实心短枝竹（学名：Gelidocalamus solidus）为禾本科井冈寒竹属下的一个种。

## 扩展阅读
- 維基物種上的相關：实心短枝竹